# Камерна опера (Благоевград)
Камерната опера в Благоевград е културен институт, единственият, работещ в областта на малката оперна форма в България.

## История
През лятото на 1972 година в София група студенти, ръководени от режисьора Пламен Карталов, създават към читалище „П. Славейков“ в тогавашния Благоевски районен съвет трупа, която изнася представления под различни имена: „Младежка опера“, „Младежка камерна опера“, „Творчески дом на музиката“, „Младежка опера за всички“.
В 1977 година с решение на Комитета за култура (днес Министерство на културата), окръжния съвет за култура и общинския съвет в Благоевград се постановява постоянното седалище на трупата да бъде в Благоевград. Първата постановка на благоевградска сцена е на 26 декември 1977 година – „Слугинята господарка“ на Перголези.
При установяването на камерната опера в Благоевград няма специална база за нея и тя използва помещения в Профсъюзния дом на културата и в Драматичния театър „Никола Вапцаров“. След това за нея е преустроена сградата на читалище „Никола Вапцаров“, в която се настанява в 1987 година.

## Репертоар
Репертоарът на оперния театър включва произведения на барокова, класическа и съвременна музика. Спецификата на камерния жанр дава възможност да се поставят творби, липсващи в репертоарите на големите оперни театри в България и затова десетки опери са представени за пръв път на сцената на Камерната опера в Благоевград. Съвременни български композитори създават творби специално за състава на Камерната опера, които се представят на сцената ѝ. С тях операта участва и на ежегодните прегледи „Нова българска музика“.